# Milou Jeunehomme
Pour les articles homonymes, voir Milou (homonymie) et Jeunehomme.
Émile-Edgar (Milou) Jeunehomme (8 avril 1924 - 19 janvier 2001) est un homme politique belge.
militant wallon, il est élu député de Liège en 1958 à 1977 puis sénateur de 1977 à 1979.
Il réclama l'instauration du fédéralisme dès les années 1970 et entra dans la coalition gouvernementale qu'intégra le Rassemblement wallon de 1974 à 1977 sous la présidence de Léo Tindemans. Il présida également le Parlement de la Communauté française quand celui-ci ne portait encore le nom que de Conseil culturel.